# Maria Ana de Espanha
Maria Ana de Espanha ou Maria Ana de Áustria (El Escorial, 18 de agosto de 1606 – Linz, 13 de maio de 1646) foi a esposa do Imperador Fernando III e como tal Imperatriz Consorte do Sacro Império Romano-Germânico.

## Biografia

Maria Ana de Espanha e seu filho Fernando.

Infanta de Espanha, Maria Ana foi a filha mais nova do rei Filipe III de Espanha e de Margarida da Áustria. Mais tarde pelo seu casamento ela seria imperatriz do Sacro Império Romano-Germânico e rainha da Hungria.
Maria era a irmã mais nova de Ana de Áustria e de Filipe IV de Espanha. 
Ao começar o ano de 1620, Jaime I de Inglaterra viu Maria Ana como uma possível noiva para seu filho Carlos. Carlos visitou Madrid para reunir-se com a jovem Maria Ana.Mas as negociações falharam e Carlos se casou com Henriqueta Maria, uma princesa Francesa.

## Descendência
Casou com seu primo Fernando III, futuro imperador do Sacro Império Romano-Germânico, então, rei titular da Hungria desde 20 de fevereiro de 1631. Tiveram seis filhos:
- Fernando IV (8 de setembro de 1633 - 9 de julho de 1654), sucedeu seu pai rei da Hungria, morreu solteiro e sem descendência;
- Maria Ana (22 de dezembro de 1634 - 16 de maio de 1696), casou-se aos 14 anos com seu tio materno Filipe IV de Espanha, com descendência. Uma de suas filhas, Margarida Teresa, casou-se com o seu irmão, Leopoldo I;
- Filipe Augusto (15 de julho de 1637 - 22 de junho de 1639), morreu na infância;
- Maximiliano Tomás (21 de dezembro de 1638 - 29 de junho de 1639), morreu na infância;
- Leopoldo I (9 de junho de 1640 - 5 de maio de 1705), sucedeu seu irmão como rei da Hungria. Casou-se pela primeira vez com sua sobrinha Margarida Teresa de Áustria, com descendência. Casou-se pela segunda vez com Cláudia Felicidade da Áustria, sem descendência sobrevivente. Casou-se pela terceira e última vez com Leonor Madalena de Neuburgo, com descendência;
- Maria (13 de maio de 1646), morreu algumas horas após seu nascimento.